# Grammonota calcarata
Grammonota calcarata är en spindelart som beskrevs av Bryant 1948. Grammonota calcarata ingår i släktet Grammonota och familjen täckvävarspindlar. Inga underarter finns listade i Catalogue of Life.